# Spodnja Jablanica
Spodnja Jablanica je naselje v Občini Šmartno pri Litiji.